# Tillandsia calochlamys
Tillandsia calochlamys là một loài thuộc chi Tillandsia. Đây là loài đặc hữu của Bolivia.